# Mariscal de Polònia

Insignia d'espatlla de Mariscal de Polònia

Mariscal de Polònia (polonès: Marszałek Polski) és el màxim rang de l'Exèrcit polonès. En tota la història només ha estat atorgat a 6 oficials. Actualment té rang OF-10 a l'OTAN, i és equivalent als rangs de Mariscal de Camp o General de l'Exèrcit a altres països.
Actualment no hi ha cap Mariscal de Polònia viu, car el rang només era atorgat a comandants militars que haguessin aconseguit la victòria en guerra. Recentment, no obstant, s'ha introduït el rang de Generał (de 4 estrelles), i el 15 d'agost del 2002 va ser atorgat a Czesław Piątas, Cap de l'Estat Major General de l'Exèrcit Polonès.

## Història
El 19 de març de 1920, Józef Piłsudski va acceptar per a si mateix el rang recentment aprovat de Mariscal de Polònia com a comandant en cap. Va demanar l'aprovació del grau d'experiència per la Comissió de Verificació General "En senyal d'honor i homenatge al Comandant en Cap". La Comissió de Verificació va actuar conforme a la llei del 2 d'agost de 1919, " Per establir el grau d'antiguitat dels oficials de l'exèrcit polonès "

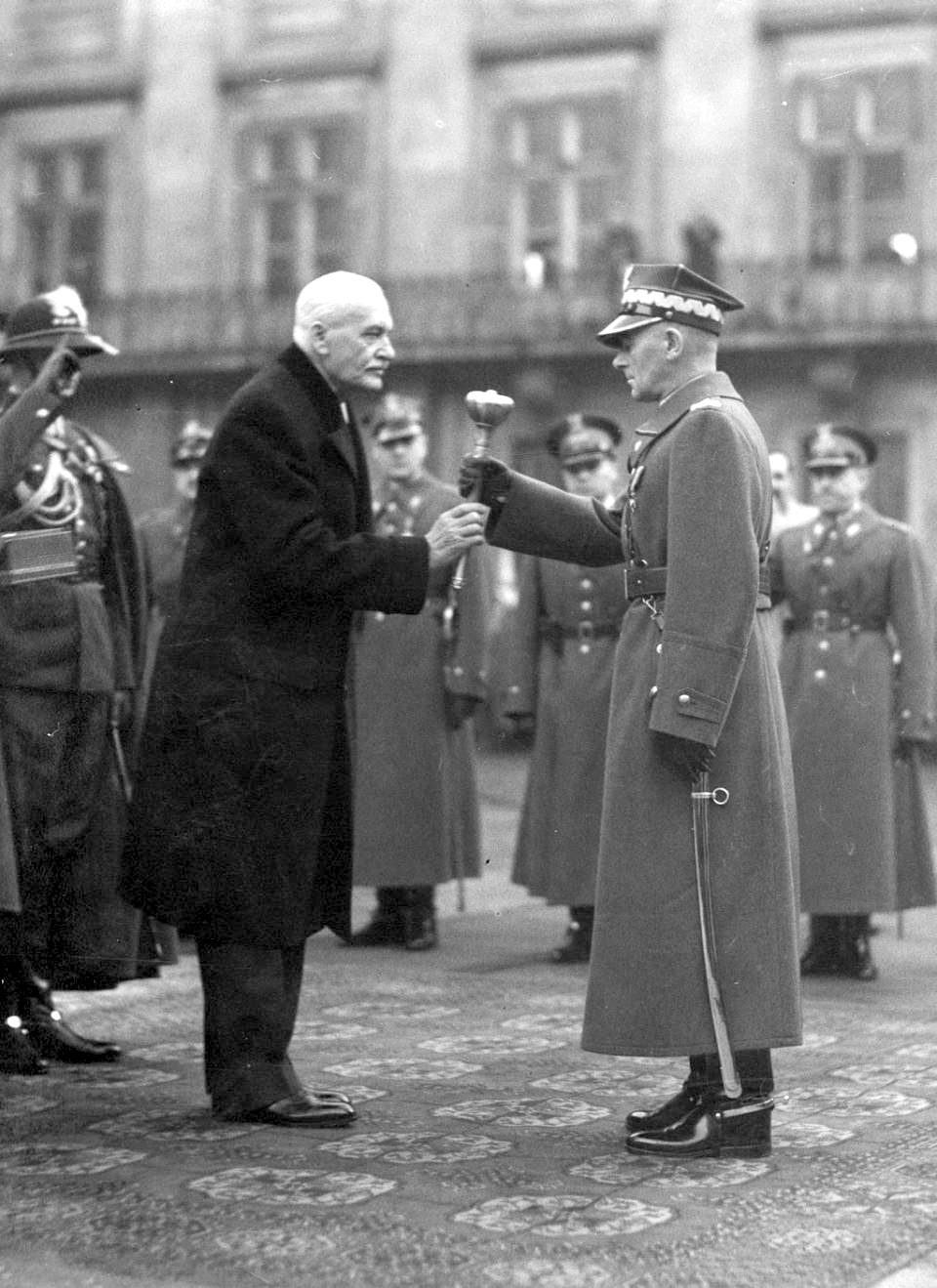
Rydz-Śmigły rebent la buława de Mariscal de mans del President polonès Ignacy Mościcki, Varsòvia, 10 de novembre de 1936.

El 13 d'abril de 1923, el President de Polònia, a sollicitud del Ministre d'Afers Militars General de Divisió Kazimierz Sosnkowski i el Primer Ministre General de Divisió Wladyslaw Sikorski van nomenar al Mariscal de França Ferdinand Foch Mariscal de Polònia. Dos dies després, el General Sosnkowski, en nom del President de Polònia, li va lliurar el nomenament pels mèrits destacats en la defensa de la Pàtria.
El 13 de maig de 1935, d'acord amb la darrera voluntat d'en Józef Piłsudski, el general Edward Śmigły-Rydz va ser nomenat pel President i el Govern com Inspector General de les Forces Armades Poloneses, i el 10 de novembre de 1936 va ser ascendit al rang de Mariscal de Polònia.
Durant el període de la República Popular de Polònia, tres oficials més van ser promoguts al rang de Mariscal de Polònia: el General Michał Rola-Żymierski, comandant de les forces poloneses que combatien al costat de l'Exèrcit Roig va ser promogut el 3 de maig de 1945 per ordre de Stalin (va ser el darrer en lluir aquest rang); el Mariscal de la Unió Soviètica Konstantín Rokossovski, nascut a Varsòvia i nomenat per Stalin Ministre de la Defensa Nacional Polonesa va ser promogut el 5 de novembre de 1949, i, finalment, el general Marian Spychalski va ser promogut al rang al substituir al Mariscal Rokossowski com a Ministre de la Defensa.
Wojciech Jaruzelski, malgrat l'encoratjament dels seus col·legues, declinà la promoció a Mariscal de Polònia a la dècada de 1980 (el motiu més plausible és a causa de Marian Spychalski).
Segons la situació jurídica actual "El president polonès, a petició del Ministre de Defensa Nacional, pot promoure el grau militar oficial de grau de general (almirall), per la seva contribució excepcional a les Forces Armades ".
| # | Nom                    | Vida        | Data de Concessió      | Comentari                                                  |
| - | ---------------------- | ----------- | ---------------------- | ---------------------------------------------------------- |
| 1 | Józef Piłsudski        | (1867–1935) | 19 de març de 1920     |                                                            |
| 2 | Ferdinand Foch         | (1851–1929) | 13 d'abril de 1923     | també Mariscal de França i Mariscal de Camp del Regne Unit |
| 3 | Edward Śmigły-Rydz     | (1881–1941) | 10 de novembre de 1936 | auto-nomenat                                               |
| 4 | Michał Rola-Żymierski  | (1890–1989) | 3 de maig de 1945      |                                                            |
| 5 | Konstantín Rokossovski | (1896–1968) | 5 de novembre de 1949  | també Mariscal de la Unió Soviètica                        |
| 6 | Marian Spychalski      | (1906–1980) | 7 d'octubre de 1963    |                                                            |

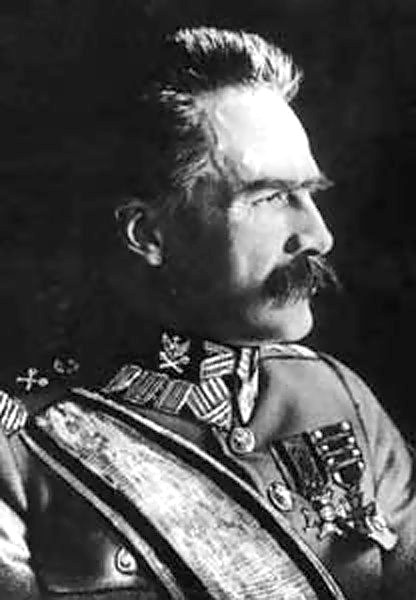
Józef Piłsudski
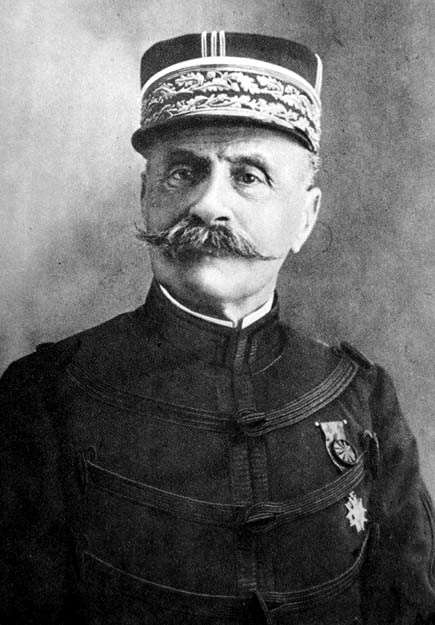
Ferdinand Foch
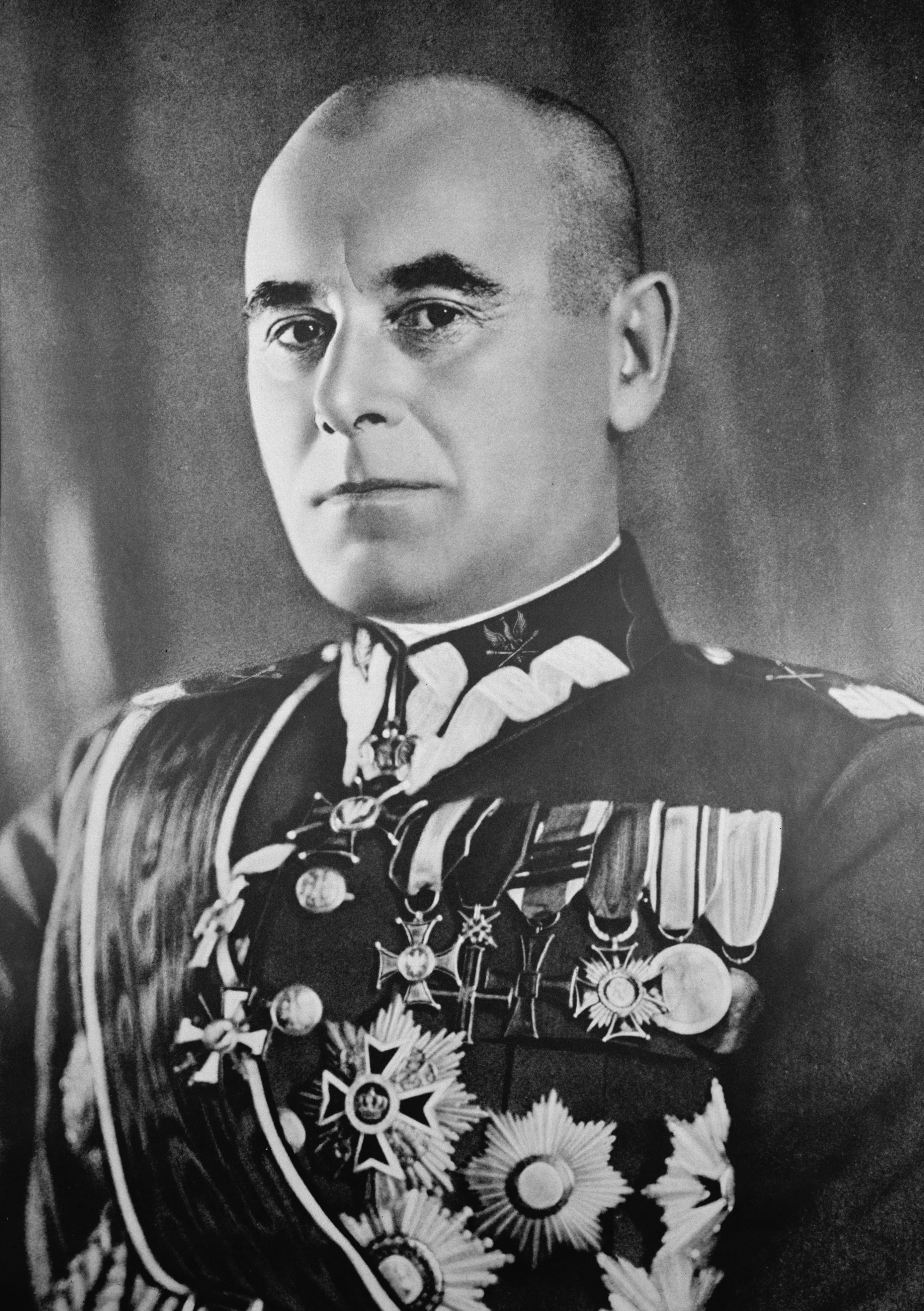
Edward Śmigły-Rydz
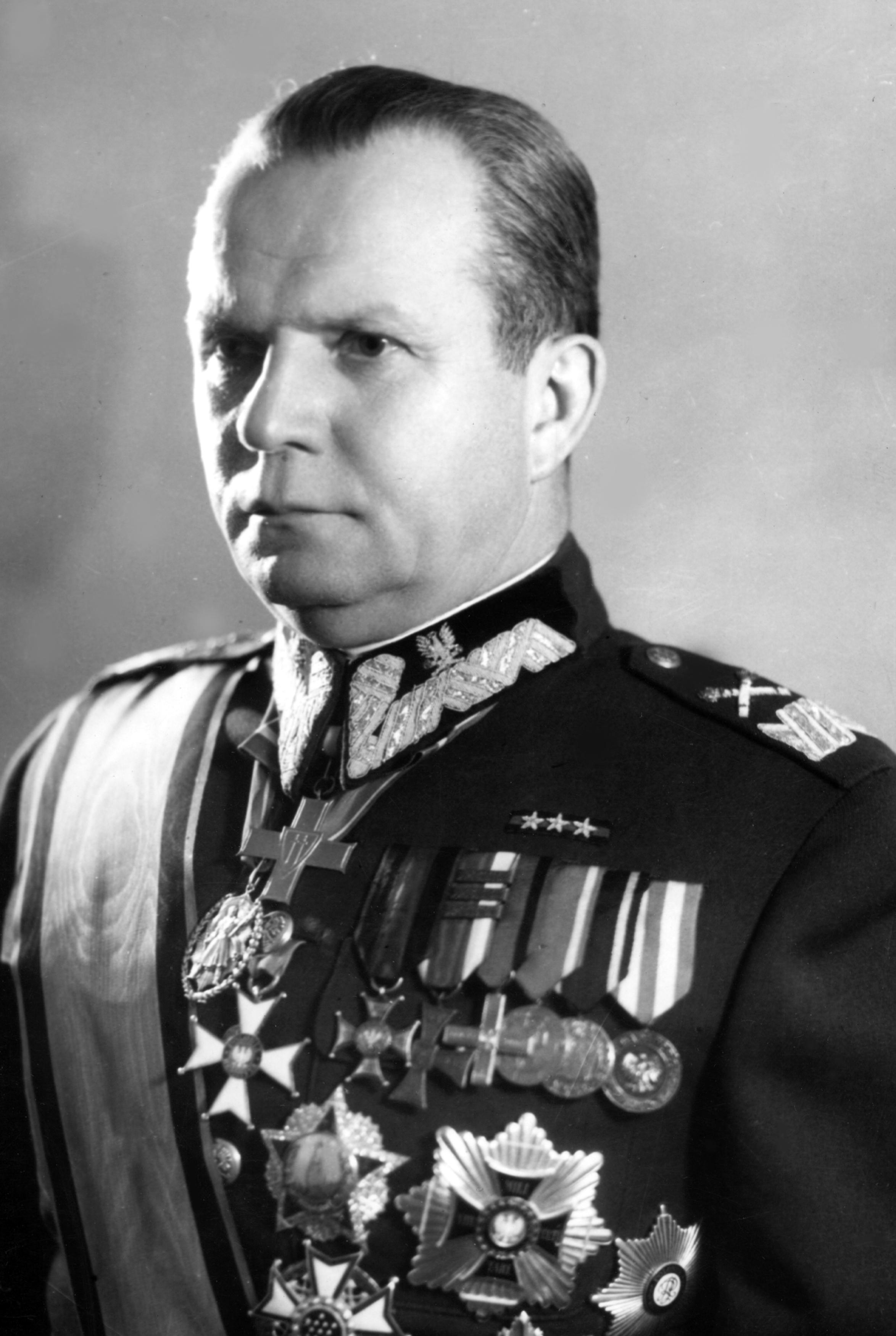
Michał Rola-Żymierski
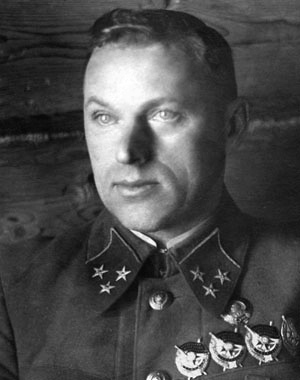
Konstantín Rokossovski
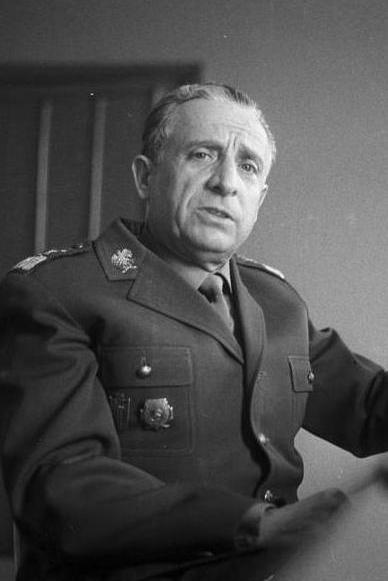
Marian Spychalski

## Insígnies

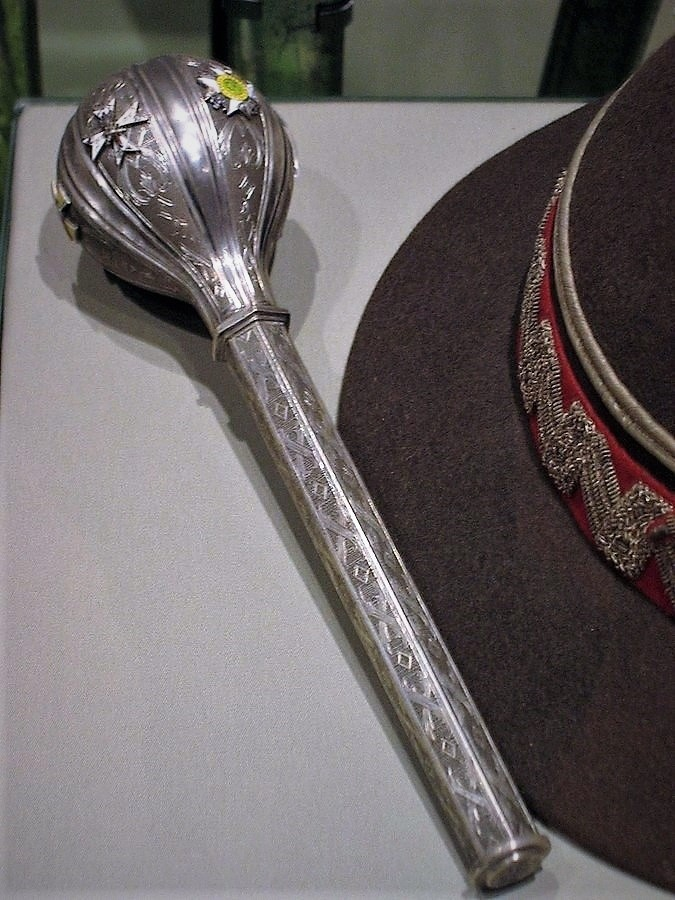
Buława del Mariscal Śmigły-Rydz.

Les insígnies de Mariscal de Polònia són les següents:
- Una línia en zig-zag i dues buławes travessades
- Dos galons a les tapes de la gorra (una franja en plata de 6mm al llarg de la vora de la visera, com els oficials)
- Àligues i dos bastons creuats als colls dels uniformes i abrics
- Un guió de Mariscal als vehicles amb dos bastons sobre fons d'or.
- La Buława (el bastó de mariscal)